# Vectidromeus
Vectidromeus („běžec z ostrova Wight“) byl rod malého ptakopánvého dinosaura, který žil v období spodní křídy (geologický věk barrem, asi před 126 až 121 miliony let) na území dnešního ostrova Wight ve Velké Británii (geologické souvrství Wessex).

## Objev a popis

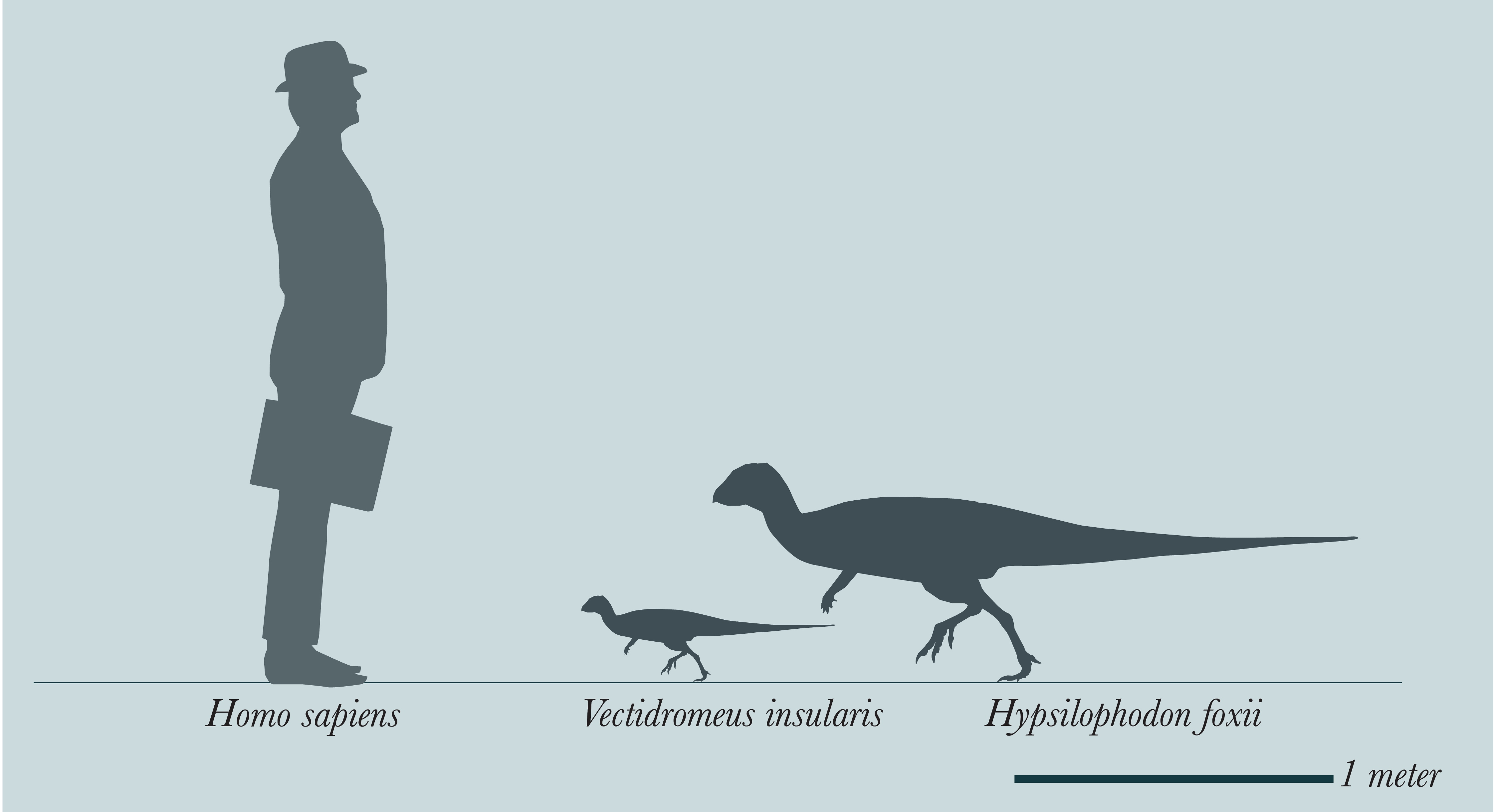
Porovnání velikosti člověka, rodu Hypsilophodon a typového exempláře rodu Vectidromeus.

Fosilie typového exempláře (sbírkové označení IWCMS 2023.102) byly objeveny v sedimentech bohatého geologického souvrství Wessex na ostrově Isle of Wight a mají podobu nekompletní kostry mláděte (juvenilního exempláře). Přesto vykazují anatomické znaky, které tohoto dinosaura odlišují od blízce příbuzného rodu Hypsilophodon. Typový druh Vectidromeus insularis byl formálně popsán v září roku 2023 paleontologem Nicholasem Longrichem a jeho kolegy.
Druhové jméno insularis znamená v překladu z latiny "ostrovní" a odkazuje k lokalitě objevu fosilií.